# Літні Паралімпійські ігри 1964
Літні Паралімпійські ігри 1964 (яп. 東京 パラリンピック) — Другі Паралімпійські ігри. Проходили в Токіо, Японія, з 3 по 12 листопада. На змагання приїхало 375 спортсменів, які змагалися у 9 видах спорту та розіграли 144 комплекти нагород.
На момент проведення офіційно називалися — 13-ті Міжнародні Стоук-Мандевільські ігри.
Власне, це були перші Ігри, до яких застосовувався термін «Paralympics» та під час яких вперше використовувалась спеціальна паралімпійська символіка та атрибутика (прапор, гімн і емблема). Сенс запропонованої тоді нової назви «Паралімпійські ігри» спочатку був пов'язаний з терміном parapledgia (параліч нижніх кінцівок), оскільки перші регулярні змагання проводились серед людей із захворюваннями хребта. Однак з початком участі в Іграх спортсменів і з іншими захворюваннями назву «Паралімпійські ігри» було переосмислено як «поруч, біля Олімпіади», що мало свідчити про паралельне і рівноправне з Олімпійськими іграми проведення найбільших світових змагань людей з інвалідністю. Графічним зображенням світового паралімпійського руху стали червона, синя і зелена півсфери, що символізують розум, тіло, незломлений дух.
☀Паралімпійські ігри 1964 року слугували черговим етапом утвердження соціальної та ціннісно-орієнтаційної функції адаптивного спорту, що значною мірою було пов’язане із запровадження Спеціального Олімпійського руху (SOI), що виник у 1963 році з ініціативи Юніс Кеннеді Шрайвер та її чоловіка Сарджента Шрайвера. На початку 60-х вони вирішили змінити положення людей, які вважалися в суспільстві непотрібними, тож пристосували свій будинок в Меріленді під спортивний денний табір для дітей і дорослих з затримкою розумового розвитку, щоб вивчати та розвивати їхні здібності. Напружена робота в таборі привела до небачених результатів – виявилось, що люди з затримкою розумового розвитку можуть бути здібними до різних видів спорту та успішно займатися фізичною культурою.[1]
Якісним змінам в організації проведення Паралімпіади 1964 року також сприяло створення у тому ж році Міжнародної спортивної організація інвалідів, до якої приєдналось 16 країн. Ініціатором створення організації був відомий англійський нейрохірург Людвіг Гуттман. Цікаво, що до організації також належали люди з ампутаціями. Споносорами Паролімпійських ігор 1960 року були більш ніж 250 компаній.[2]
Паралімпійські Ігри 1964 були відзначені дебютом Південно-Африканської Республіки. Країні було заборонено брати участь у змаганнях через політику апартеїду, тож її команда була відсутня на літніх Олімпійських іграх. Однак Японія як приймаюча країна погодилась на участь спортсменів-паралімпійців з Південної Африки.
Церемонія відкриття була вражаючою: вона відбулась на стадіоні в Oda Field (одному з найбільших парків у Японії), де знаходилось Олімпійське село. Місцева і національна преса, а також радіо і телебачення забезпечили Іграм вражаюче медійне висвітлення, всупереч побоюванням Паралімпійського комітету, що домогтися інтересу ЗМІ буде складно. На фотографіях, що зроблені під час урочистого відкриття Паралімпіади 1964 року помітно багато журналістів та телеоператорів не лише з Японії, але і з інших країн, команди яких брали участь у змаганнях. Церемонія закриття відбулася в Національній гімназії, де за нею спостерігало близько 5000 глядачів, і серед них – правлячий імператор Акіхіто і імператриця Мітіко. Характерно, що по завершенню змагань більшість спортсменів із Японії були працевлаштовані. Цікаво, що учасники Паралімпіади 1964 р. доволі часто виступали в декількох різних видах спорту: так, Самуель Гольдштейн (1945-1977) брав участь у змаганнях з плавання та настільного тенісу, а Френк Понта (1935-1911) виступав як плавець та фехтувальник. Це підкреслює дещо аматорський характер Паралімпіад того часу.

## Підсумковий медальний залік
По завершенню змагань в неофіційному командному заліку перше місце посіла команда США, друге – Велика Британія. Трійку лідерів замкнули представники Італії. Власне, команди США та Великої Британії були найчисельнішими – 66 та 70 атлетів відповідно. В програму Ігор були включені нові види спорту, зокрема, їзда на колясках, важка атлетика, метання диску, а також плавання, снукер, пауерлітинг, баскетбол на візках, настільний теніс та фехтування на візках.
| Загальна кількість медалей |                 |        |        |        |        |
| №                          | Країна          | Золото | срібло | Бронза | Всього |
| 1                          | США             | 50     | 41     | 31     | 122    |
| 2                          | Велика Британія | 18     | 23     | 19     | 60     |
| 3                          | Італія          | 14     | 15     | 24     | 53     |
| 4                          | Австралія       | 11     | 11     | 8      | 30     |
| 5                          | Родезія         | 10     | 5      | 2      | 17     |
| 6                          | ПАР             | 8      | 8      | 3      | 19     |
| 7                          | Ізраїль         | 7      | 3      | 10     | 20     |
| 8                          | Аргентина       | 6      | 15     | 16     | 37     |
| 9                          | ФРН             | 5      | 2      | 3      | 10     |
| 10                         | Нідерланди      | 4      | 6      | 3      | 13     |
| 11                         | Франція         | 4      | 2      | 4      | 10     |
| 12                         | Австрія         | 4      | 1      | 4      | 9      |
| 13                         | Японія          | 1      | 5      | 3      | 9      |
| 14                         | Бельгія         | 1      | 0      | 2      | 3      |
| 15                         | Швейцарія       | 0      | 1      | 0      | 1      |
| 16                         | Мальта          | 0      | 0      | 2      | 2      |
| 17                         | Швеція          | 0      | 0      | 1      | 1      |

## Види спорту
- Стрільба з лука
- Легка атлетика
- Дартс
- Снукер
- Плавання
- Настільний теніс
- Важка атлетика
- Баскетбол серед спортсменів-колясочників
- Фехтування серед спортсменів-колясочників